# Daleapidea decorata
Daleapidea decorata är en insektsart som först beskrevs av Philip Reese Uhler 1894.  Daleapidea decorata ingår i släktet Daleapidea och familjen ängsskinnbaggar. Inga underarter finns listade i Catalogue of Life.